# Васілевський Олександр Миколайович
Васілевський Олександр Миколайович (нар. 12 грудня 1980 року, с. Гонорівка Ямпільського району Вінницької області) — український науковець, перший проректор Вінницького національного технічного університету (ВНТУ) (2018-2021), доктор технічних наук (2015), професор (2017), академік Академії метрології України [Архівовано 29 жовтня 2018 у Wayback Machine.], відмінник освіти України(2019). Стипендіат Кабінету Міністрів України (2018 - 2020), Лауреат Премії Верховної Ради України молодим ученим (2019), нагороджений нагрудним знаком Міністерства освіти і науки України «За наукові та освітні досягнення» (2020), Член Інституту інженерів з електротехніки та електроніки (IEEE - The Institute of Electrical and Electronics Engineers), Член Міжнародної конфедерації з вимірювань (IMEKO - The International Measurement Confederation). 

## Життєпис
Васілевський Олександр Миколайович народився 12 грудня 1980 року у селі Гонорівка Ямпільського району Вінницької області у сім'ї робітників. У 1997 році закінчив середню школу та вступив до Вінницького державного технічного університету (ВДТУ) на факультет автоматики та комп'ютерних систем управління за спеціальністю «Системи управління і автоматики», який закінчив у 2002 році, отримавши кваліфікацію інженера-електрика.

## Професійна діяльність
2002—2006 інженер кафедри метрології та промислової автоматики Вінницького національного технічного університету (ВНТУ)
2006—2008 старший викладач кафедри метрології та промислової автоматики ВНТУ
2008—2010 доцент кафедри метрології та промислової автоматики ВНТУ
2010—2011 начальник відділу інформаційно-комунікаційних технологій департаменту персоналу та керівних кадрів Міністерства освіти і науки України
2011—2013 начальник відділу захисту інформації та інформаційно-технічного забезпечення центрального апарату Міністерства освіти і науки, молоді та спорту України
2013 — член-кореспондент Академії метрології України
2013—2014 начальник відділу інформаційно-технічного забезпечення та захисту інформації департаменту організаційно-аналітичного забезпечення і зв'язків із засобами масової інформації та громадськими об'єднаннями Міністерства освіти і науки України
2014—2016 завідувач сектору інформаційно-технічного забезпечення та захисту інформації Міністерства освіти і науки України: з 2016 — професор кафедри метрології та промислової автоматики ВНТУ
2016 — дійсний член Академії метрології України [Архівовано 29 жовтня 2018 у Wayback Machine.]: з 2016 — начальник відділу ліцензування і акредитації ВНТУ на громадських засадах: з 2017 — офіційний представник від України в International Measurement Confederation (IMEKO — Міжнародній конфедерації з вимірювань): з 2018 — перший проректор з науково-педагогічної роботи по організації навчального процесу та його науково-методичного забезпечення ВНТУ
2018-2021 — перший проректор з науково-педагогічної роботи та організації освітнього процесу.

## Наукові ступені та вчені звання
2006 — кандидат технічних наук
2011 — присвоєно вчене звання доцента
2015 — доктор технічних наук
2017 — отримав вчене звання професора

## Нагороди
2008 — нагороджений Грамотою ВНТУ за значні досягнення в науково-дослідній роботі у 2008—2009 навчальному році
2014 — нагороджений Грамотою ВНТУ, ІнАЕКСУ за багаторічну плідну працю, високий професіоналізм, вагомий особистий внесок у розвиток інституту автоматики, електроніки та комп'ютерних систем управління та з нагоди святкування 40-річного ювілею ІнАЕКСУ ВНТУ
2015 — Почесна грамота Вінницької обласної державної адміністрації та обласної Ради за багаторічну сумлінну, творчу працю, високий професіоналізм, досягнуті успіхи у науково-педагогічній діяльності та з нагоди Дня Соборності України
2015 — оголошена Подяка Міністерства освіти та науки України за ініціативу та наполегливість, високий професіоналізм, сумлінне виконання службових обов'язків та з нагоди відзначення Дня Соборності України
2015 — нагороджений Грамотою Міністерства освіти та науки України за багаторічну сумлінну працю, вагомий особистий внесок у підготовку висококваліфікованих спеціалістів та плідну науково-педагогічну діяльність
2018 — нагороджений Почесною грамотою Міністерства освіти та науки України за багаторічну сумлінну працю, вагомий особистий внесок у підготовку висококваліфікованих спеціалістів та плідну науково-педагогічну діяльність
2019 — нагороджений нагрудним знаком Міністерства освіти та науки України «Відмінник освіти України»
2020 - нагороджений нагрудним знаком МОН України «За наукові та освітні досягнення».
2021 - у складі наукового колективу Вінницького національного технічного університету  Премія Верховної Ради України для молодих учених за 2019 рік за роботу "Методи та засоби відмовостійкого багаторозрядного аналого-цифрового перетворення з ваговою надлишковістю".

## Основні наукові інтереси
1. Теоретичні основи побудови методів та засобів вимірювального контролю параметрів руху електромоторів.
2. Теоретичні основи побудови потенціометричних засобів вимірювального контролю активності іонів.
3. Методологічні засади метрологічного забезпечення вимірювань фізичних величин з урахуванням вимог концепції невизначеності (непевності) вимірювань.
4. Higher education quality system in the context of the ISO 21001: 2018 implementation
5. АКАДЕМІЯ МЕТРОЛОГІЇ УКРАЇНИ - НАЦІОНАЛЬНИЙ ПРЕДСТАВНИК ВІД УКРАЇНИ В ІМЕKО
6. НЕПЕВНОСТІ КОНСТАНТ ЗАКЛАДЕНИХ В ПЕРЕГЛЯНУТІЙ МІЖНАРОДНІЙ СИСТЕМІ ОДИНИЦЬ (SI)

## Наукова діяльність
О. М. Васілевський є автором понад 220 наукових та навчально-методичних публікацій, серед яких 3 монографії, 4 навчальних посібники з грифом МОН України, 2 підручники, понад 100 наукових статей у фахових виданнях України, з яких більше 30 одноосібних.
Олександр Миколайович — член двох спеціалізованих вчених рад із захисту докторських та кандидатських дисертацій (Д 05.052.02, Д 35.052.21) за спеціальностями 05.11.13 — прилади і методи контролю та визначення складу речовин і 05.01.02 — стандартизація, сертифікація та метрологічне забезпечення.

## Розробки
MODELING AND ANALYSIS OF SYSTOLIC AND DIASTOLIC BLOOD PRESSURE USING ECG AND PPG SIGNALS
METROLOGICAL SUPPORT IN INDUSTRY 4.0
Adaptive intelligent control of metal powder bed fusion via transfer learning
Інформаційно-вимірювальна система автоматичного контролю несинхронності обертання електрошпинделів станка обдирки алмазів.
Науково-технічний ефект полягає в наступному:
- підвищення точності синхронізації частот обертання асинхронних двигунів в 1,5 — 2 рази, за рахунок підвищення точності вимірювань частот обертання та алгоритму адаптивної синхронізації;
- підвищення достовірності діагностування асинхронних двигунів електрошпинделів за рахунок формування комплексних діагностичних ознак;
- підвищення швидкості синхронізації частот обертання ЕМС і збільшення максимальної частоти обертання електрошпинделів за рахунок використання частотних регуляторів в ІВС;
- збільшення терміну експлуатації асинхронних двигунів та електрошпинделів за рахунок прогнозування їх стану в процесі експлуатації, попередження про критичний стан, ремонту за фактичною потребою та зменшення пускових струмів.

## Монографії, підручники та навчальні посібники
1. Васілевський О. М. Невпевненість результатів вимірювань, контролю та випробувань : підручник / О.М. Васілевський, В.Ю. Кучерук, Є.Т. Володарський. – Херсон: «ОЛДІ-ПЛЮС», 2020. – 352 с. - ISBN 978-966-289-374-8. https://oldiplus.ua/nepevnist-rezultativ-vimiryuvan-kontrolyu-ta-viprobuvan/
2. Vasilevskyi O. M., Koval M. M. A comprehensive approach to the qualimetric assessment of indicators quality of products, BOOK CHAPTER published 2021 in PERSPECTIVE TRAJECTORY OF SCIENTIFIC RESEARCH IN TECHNICAL SCIENCES, Publishing House “Baltija Publishing”, pp. 70–93, 2021, doi: 10.30525/978-9934-26-085-8-4. http://baltijapublishing.lv/omp/index.php/bp/catalog/view/138/4020/8414-1
3. Vasilevskyi O. M., Didych V. M. The method of expressing the uncertainty of dynamic measurements, BOOK CHAPTER published 2020 in MODERN ENGINEERING RESEARCH: TOPICAL PROBLEMS, CHALLENGES AND MODERNITY, Publisher: Riga : Izdevnieciba “Baltija Publishing”, pp. 63–83, 2020, doi: 10.30525/978-9934-588-47-1.4. http://baltijapublishing.lv/omp/index.php/bp/catalog/view/38/693/1415-1
4. Васілевський О. М., Присяжнюк В. В. Оцінювання непевності результатів вимірювань, контролю та випробувань : практикум. - Вінниця: ВНТУ, 2020, 150 с. - ISBN 978-966-641-811-4. https://press.vntu.edu.ua/index.php/vntu/catalog/view/605/1076/2186-1
5. Vasilevskyi О. M., Didych V. M. THE METHOD OF TRANSLATION THE ADDITIVE AND MULTIPLICATIVE ERROR OF A TORQUE MEASURING MEANS IN THE INSTRUMENTAL COMPONENT OF MEASUREMENT UNCERTAINTY, General and complex problems of technical sciences: experience of EU countries and implementation in the practice of Ukraine : Collective monograph. Riga : Izdevnieciba “Baltija Publishing”, pp. 40-57, 2019, ISBN 978-9934-571-88-6.
6. Васілевський О. М., Присяжнюк В. В. Основи аналогової техніки : лабораторний практикум. – Вінниця : ВНТУ, 2018. – 140 с. https://ir.lib.vntu.edu.ua/bitstream/handle/123456789/33892/88478.pdf?sequence=2&isAllowed=y
7. Васілевський О. М. Актуальні проблеми метрологічного забезпечення : навчальний посібник / О. М. Васілевський, В. О. Поджаренко. — Вінниця : ВНТУ, 2010. — 214 с. — ISBN 978-966-641-348-5
8. Васілевський О. М. Елементи теорії підвищення точності вимірювання та синхронізації кутових швидкостей роторів взаємозв'язаних електромоторів : монографія / О. М. Васілевський, П. І. Кулаков. — Вінниця : ВНТУ. — 2011. — 176 с. — ISBN 978-966-641-420-8.
9. Васілевський О. М. Елементи теорії побудови потенціометричних засобів вимірювального контролю активності іонів з підвищеною вірогідністю : монографія / О. М. Васілевський, В. М. Дідич. — Вінниця: ВНТУ. — 2013. — 176 с. — ISBN 978-966-641-505-2. [Архівовано 29 жовтня 2018 у Wayback Machine.]
10. Васілевський О. М. Нормування показників надійності технічних засобів : навчальний посібник  / О. М. Васілевський, О. Г. Ігнатенко. — Вінниця: ВНТУ, 2012. — 160 с. — ISBN 978-966-641-535-9. [Архівовано 29 жовтня 2018 у Wayback Machine.]
11. Васілевський О. М. Основи теорії невизначеності вимірювань : навчальний посібник /О. М. Васілевський, В. Ю. Кучерук. — Вінниця : ВНТУ, 2012. — 172 с. — ISBN 978-966-641-454-3.
12. Васілевський О. М. Основи теорії невизначеності вимірювань : навчальний посібник / О. М. Васілевський, В. Ю. Кучерук. — Херсон : Олді-плюс, 2013. — 224 с. — ISBN 978-966-2393-86-6 (2-ге видання).
13. Васілевський О. М. Основи теорії невизначеності вимірювань : підручник  / О. М. Васілевський, В. Ю. Кучерук, Є. Т. Володарський. — Вінниця : ВНТУ, 2015. — 230 с. — ISBN 978-966-641-632-5. [Архівовано 29 жовтня 2018 у Wayback Machine.]
14. Васілевський О. М. Система вимірювального контролю параметрів взаємозв'язаних роторних машин : монографія  / О. М. Васілевський, В. О. Поджаренко. — Вінниця : УНІВЕРСУМ-Вінниця. — 2007. — 156 с. — ISBN 978-966-641-213-6. [Архівовано 29 жовтня 2018 у Wayback Machine.]
15. Куритник И. П. Основы теории неопределенности измерений : учебник / И. П. Куритник, Б. Р. Нусупбеков, А. Н. Василевский, В. Ю. Кучерук, Д. Ж. Карабекова. — Караганда : Изд-во КарГУ, 2015. — 200 с. — ISBN 978-601-80533-2-0.
16. Кучерук В. Ю., Василевский А. Н. Теоретические основы оценивания неопределенности измерений : учебное пособие. — Saarbrücken, Germany : Palmarium Academic Publishing, 2014. — 200 р. — ISBN 978-3-639-67364-7

## Наукові публікації
1. Bisikalo O.V., Vasilevskyi O.M. Evaluation of uncertainty in the measurement of sense of natural language constructions // International Journal of Metrology and Quality Engineering. — 2017. — Vol. 8. — Num. 6. — DOI 10.1051/ijmqe/2017001. [Архівовано 31 жовтня 2018 у Wayback Machine.]
2. Васілевський О. М., Данилюк Є. О. Дослідження невизначеності вимірювання концентрації іонів під час використання засобу вимірювання побудованого за принципом аналого-цифрового перетворення, XLVI Науково-технічна конференція підрозділів Вінницького національного технічного університету (2017). — Режим доступу: https://conferences.vntu.edu.ua/index.php/all-fksa/all-fksa-2017/paper/view/1804/1979 [Архівовано 31 жовтня 2018 у Wayback Machine.]
3. Васілевський О. Оцінка непевності динамічних вимірювань, що моделюються лінійною часовою інваріантною системою // ІІІ Міжнародна науково-практична конференція пам'яті професора Петра Столярчука «Управління якістю в освіті та промисловості: досвід, проблеми та перспективи». — Львів: Видавництво Львівської політехніки, 2017. — С. 152—153. [Архівовано 31 жовтня 2018 у Wayback Machine.]
4. Vasilevskyi O.M. Metrological characteristics of the torque measurement of electric motors // International Journal of Metrology and Quality Engineering, 8, 7 (2017). — DOI 10.1051/ijmqe/2017005. [Архівовано 20 квітня 2017 у Wayback Machine.]
5. Васілевський О., Компанець Д. Аналіз принципів побудови засобів вимірювання концентрації іонів на основі методу прямої потенціометрії // ІІІ Міжнародна науково-практична конференція пам'яті професора Петра Столярчука «Управління якістю в освіті та промисловості: досвід, проблеми та перспективи». — Львів: Видавництво Львівської політехніки, 2017. — С. 154. [Архівовано 31 жовтня 2018 у Wayback Machine.]
6. Васілевський О. М., Присяжнюк В. В. Процедура розробки методики виконання вимірювань // X Міжнародна науково-практична конференція «Інтегровані інтелектуальні робото-технічні комплекси» (ІІРТК-2017). — Київ: НАУ. — 2017. — С. 80 — 82. [Архівовано 31 жовтня 2018 у Wayback Machine.]
7. Дідич В., Васілевський О., Салдан Й. Спосіб оцінки показників якості очних крапель // ІІІ Міжнародна науково-практична конференція пам'яті професора Петра Столярчука «Управління якістю в освіті та промисловості: досвід, проблеми та перспективи». — Львів: Видавництво Львівської політехніки, 2017. — С. 59. [Архівовано 31 жовтня 2018 у Wayback Machine.]
8. VASILEVSKYI O.M., YAKOVLEV M.Yu., KULAKOV P.I. Spectral method to evaluate the uncertainty of dynamic measurements // Technical Electrodynamics. — 2017. — № 4. — pp. 72-78. [Архівовано 31 жовтня 2018 у Wayback Machine.]
9. Васілевський О. М. НЕПЕВНОСТІ КОНСТАНТ ЗАКЛАДЕНИХ В ПЕРЕГЛЯНУТІЙ МІЖНАРОДНІЙ СИСТЕМІ ОДИНИЦЬ (SI) // IV Міжнародна наукова конференція «Вимірювання, контроль та діагностика в технічних системах» (ВКДТС-2017). — Вінниця. — 2017. — С. 24-25. [Архівовано 31 жовтня 2018 у Wayback Machine.]
10. Vasilevskyi O.M., Kulakov P.I., Dudatiev I.A., Didych V.M., Kotyra Andrzej, Suleimenov Batyrbek, Assembay Azat, Ainur Kozbekova Ainur, Vibration diagnostic system for evaluation of state interconnected electrical motors mechanical parameters, Proc. SPIE 10445, Photonics Applications in Astronomy, Communications, Industry, and High Energy Physics Experiments 2017, 104456C (August 7, 2017); doi:10.1117/12.2280993. [Архівовано 31 жовтня 2018 у Wayback Machine.]
11. Vasilevskyi O.M., Prysyazhnyuk V. V. EVALUATION OF DYNAMIC MEASUREMENT UNCERTAINTY OF VIBRATION ACCELERATION // IV Міжнародна наукова конференція «Вимірювання, контроль та діагностика в технічних системах» (ВКДТС-2017). — Вінниця. — 2017. — С. 26-27. [Архівовано 31 жовтня 2018 у Wayback Machine.]
12. Васілевський О. М. АКАДЕМІЯ МЕТРОЛОГІЇ УКРАЇНИ — НАЦІОНАЛЬНИЙ ПРЕДСТАВНИК ВІД УКРАЇНИ В ІМЕКО // IV Міжнародна наукова конференція «Вимірювання, контроль та діагностика в технічних системах» (ВКДТС-2017). — Вінниця. — 2017. — С. 18-20. [Архівовано 31 жовтня 2018 у Wayback Machine.]
13. Vasilevskyi O.M., Danylyuk Y.O. METHODOLOGY TO EVALUATE THE CONFIDENCE LEVEL FOR CALCULATION OF THE EXPANDED UNCERTAINTY OF MEASUREMENT OF IONS ACTIVITY // IV Міжнародна наукова конференція «Вимірювання, контроль та діагностика в технічних системах» (ВКДТС-2017). — Вінниця. — 2017. — С. 57-58. [Архівовано 31 жовтня 2018 у Wayback Machine.]
14. Кучерук В. Ю., Васілевський О. М., Кулаков П. І., Дудатьєв І. А. ЗАСІБ КОНТРОЛЮ КОНЦЕНТРАЦІЇ ДВООКИСУ ВУГЛЕЦЮ У ДИМОВИХ ГАЗАХ КОТЕЛЬНИХ УСТАНОВОК НА ОСНОВІ ОПТИКО-АБСОРБЦІЙНОГО МЕТОДУ // IV Міжнародна наукова конференція «Вимірювання, контроль та діагностика в технічних системах» (ВКДТС-2017). — Вінниця. — 2017. — С. 104—105. [Архівовано 31 жовтня 2018 у Wayback Machine.]
15. Васілевський О. М., Дідич В. М., Андрікевич І. І. ОСОБЛИВОСТІ ЗАСТОСУВАННЯ МІЖНАРОДНОГО СТАНДАРТУ ISO 9001:2015 ЩОДО МЕДИЧНИХ ЛАБОРАТОРІЙ // IV Міжнародна наукова конференція «Вимірювання, контроль та діагностика в технічних системах» (ВКДТС-2017). — Вінниця. — 2017. — С. 67. [Архівовано 31 жовтня 2018 у Wayback Machine.]
16. Васілевський О. М., Сторожук Н. І. СПОСІБ КАЛІБРУВАННЯ ТА ЛІНЕАРИЗАЦІЯ ВИХІДНОГО СИГНАЛУ ТЕРМОАНЕМОМЕТРИЧНОГО ВИТРАТОМІРА // IV Міжнародна наукова конференція «Вимірювання, контроль та діагностика в технічних системах» (ВКДТС-2017). — Вінниця. — 2017. — С. 118—119. [Архівовано 31 жовтня 2018 у Wayback Machine.]
17. Kurytnik I. P., Kucheruk V., Kulakov P., Vasilevskyi O. Experimental Research of the Analog Multiplier based on Field-effect Transistors // Przegląd elektrotechniczny, ISSN 0033-2097, R. 93 NR 11/2017, p. 190—193, DOI: 10.15199/48.2017.11.39. [Архівовано 31 жовтня 2018 у Wayback Machine.]
18. Васілевський О. М., Мазур В. П. ОСНОВНІ ПРОБЛЕМИ ДОСЛІДЖЕННЯ НАДІЙНОСТІ ПРОГРАМНОГО ЗАБЕЗПЕЧЕННЯ // IV Міжнародна наукова конференція «Вимірювання, контроль та діагностика в технічних системах» (ВКДТС-2017). — Вінниця. — 2017. — С. 230. [Архівовано 31 жовтня 2018 у Wayback Machine.]
19. Vasilevskyi O. M., Kulakov P. I., Ovchynnykov K. V., Didych V. M. Evaluation of dynamic measurement uncertainty in the time domain in the application to high speed rotating machinery // International Journal of Metrology and Quality Engineering, Volume 8, Article Number 25, 2017 (pages 9). DOI: 10.1051/ijmqe/2017019. [Архівовано 6 серпня 2020 у Wayback Machine.]
20. Васілевський О. М., Компанець Д. М. СУЧАСНІ СИСТЕМИ УПРАВЛІННЯ АВТОМАТИЗОВАНИМ НАЛИВОМ НАФТОПРОДУКТІВ НА НАФТОБАЗАХ. ФАКТОРИ, ЩО ВПЛИВАЮТЬ НА ТОЧНІСТЬ ВИМІРЮВАННЯ // IV Міжнародна наукова конференція «Вимірювання, контроль та діагностика в технічних системах» (ВКДТС-2017). — Вінниця. — 2017. — С. 229. [Архівовано 31 жовтня 2018 у Wayback Machine.]
21. Васілевський О. М., Слободянюк О. С. Актуальність оцінювання показників якості продукції на основі індексів відтворюваності та придатності // XLVII Науково-технічна конференція підрозділів Вінницького національного технічного університету (2018). — 2018. — режим доступу: https://conferences.vntu.edu.ua/index.php/all-fksa/all-fksa-2018/paper/view/4023/3764 [Архівовано 31 жовтня 2018 у Wayback Machine.]
22. Vasilevskyi O., Didych V. One way to a priori evaluation of the uncertainty of measuring instruments during its operation in a dynamic mode // XLVII Науково-технічна конференція підрозділів Вінницького національного технічного університету (2018). — 2018. — режим доступу:https://conferences.vntu.edu.ua/index.php/all-fksa/all-fksa-2018/paper/view/4025/3771 [Архівовано 31 жовтня 2018 у Wayback Machine.]
23. Mathematical model of the visible range optical radiation passing through a water-milk solution / V. Kucheruk, I. Kurytnik, P. Kulakov, A.Vasilevskyi, D.Zh. Karabekova, D. Mostovyi, A. Kulakova // Bulletin of the Karaganda University. «Physics» series., ISSN 2518-7198, № 1(89)/2018, p. 24 — 31. [Архівовано 31 жовтня 2018 у Wayback Machine.]
24. Васілевський О. М. ОЦІНЮВАННЯ ПОКАЗНИКІВ ЯКОСТІ ВИРОБНИЧОГО ПРОЦЕСУ І ПРОДУКЦІЇ НА ОСНОВІ ІНДЕКСІВ ВІДТВОРЮВАНОСТІ ТА ПРИДАТНОСТІ / О. М. Васілевський // Вісник інженерної академії України. — 2017. — № 4. — С. 93-99. [Архівовано 31 жовтня 2018 у Wayback Machine.]
25. Synchronous Detector realized on Analog Multiplier based on Field-effect Transistors / V. KUCHERUK, P. KULAKOV, O. VASILEVSKYI, D. MOSTOVYI, A. KULAKOVA, I. P. KURYTNIK // 12 International Conference Elektro 2018. — 2018 (21 — 23 May 2018). — Mikulov, Czech Republic.
26. Васілевський О., Дідич В., Слободянюк О. НОРМУВАННЯ ІНДЕКСІВ ВІДТВОРЮВАНОСТІ ТА ПРИДАТНОСТІ ДЛЯ ОЦІНКИ ПОКАЗНИКІВ ЯКОСТІ ПРОДУКЦІЇ АБО ВИРОБНИЧИХ ПОСЛУГ // Інформаційні технології та комп'ютерна інженерія. — 2018. — Том 1. — № 41. — C. 42-51. DOI: 10.31649/1999-9941-2018-41-1-42-51 [Архівовано 31 жовтня 2018 у Wayback Machine.]
27. Васілевський О. М. Спосіб апріорної оцінки непевності вимірювальних приладів, що використовуються при динамічних вимірюваннях // Вісник інженерної академії України. — 2018. — № 1. — С. 156—162. [Архівовано 31 жовтня 2018 у Wayback Machine.]
28. Piotr A. Kisała, Volodymyr Kucheruk, Pavlo Kulakov, Oleksandr Vasilevskyi, Dmytro Mostovyi, Anna Kulakova, Iryna M. Kobylanska, Gayni Karnakova, Optical method to determine the quantity of water in milk using the visible radiation range, Proc. SPIE 10808, Photonics Applications in Astronomy, Communications, Industry, and High-Energy Physics Experiments 2018, 108080Y, https://doi.org/10.1117/12.2501605
29. Oleksandr Vasilevskyi, Volodymyr Didych, Anna Kravchenko, Maksym Yakovlev, Iryna Andrikevych, Dmytro Kompanets, Yevhen Danylyuk, Waldemar Wójcik, Askhat Nurmakhambetov, Method of evaluating the level of confidence based on metrological risks for determining the coverage factor in the concept of uncertainty, Proceedings Volume 10808, Photonics Applications in Astronomy, Communications, Industry, and High-Energy Physics Experiments 2018, 108082C, https://doi.org/10.1117/12.2501576
30. Oleksandr Vasilevskyi, Pavlo Kulakov, Dmytro Kompanets, Oleksander M. Lysenko, Vasyl Prysyazhnyuk, Waldemar Wójcik, Doszhon Baitussupov, A new approach to assessing the dynamic uncertainty of measuring devices, Proceedings Volume 10808, Photonics Applications in Astronomy, Communications, Industry, and High-Energy Physics Experiments 2018, 108082E, https://doi.org/10.1117/12.2501578

## Суспільна діяльність
- Громадська організація  [Архівовано 24 червня 2021 у Wayback Machine.] — академік Академії метрології України [Архівовано 29 жовтня 2018 у Wayback Machine.].
- Офіційний представник від України, уповноважений координувати діяльність Академії метрології України в Міжнародній конфедерації з вимірювань[en] (IMEKO — International Measurement Confederation).

## Захоплення
Настільний теніс